# Ruitrandwants
De ruitrandwants (Syromastus rhombeus) is een wants uit de familie randwantsen (Coreidae).

## Uiterlijk
De ruitrandwants is geelbruin. Hij is goed te herkennen aan de verbrede rand van het abdomen (connexivum), die het achterlichaam ruitvormig verbreedt. Daar heeft hij zijn naam aan te danken. Het halsschild heeft een lichte rand aan de zijkanten. Het eerste segment van de antenne is lichtbruin, het tweede en derde segment  zijn roodachtig. Het laatste segment is dikker en donkerbruin. De lengte is 9,5-11,5 mm.

## Verspreiding en habitat
De soort wordt aangetroffen in Europa, van het zuiden van Scandinavië tot het Middellandse Zeegebied en tot in Midden-Azië.
Ze zijn te vinden op warme locaties op planten uit de anjerfamilie (Caryophyllaceae), zoals op spurrie (Spergula), hoornbloem (Cerastium), anjer (Dianthus) en Silene.

## Leefwijze
De ruitrandwants zuigt het sap uit de voedselplanten. De nimfen zijn vaak op de grond te vinden.
De volwassen wants overwintert in de strooisellaag soms ver van de voedselplant. De vrouwtjes leggen hun eitjes afzonderlijk op de stengels van het voedselplanten of verspreid onder de planten. De nimfen kunnen worden waargenomen in juni tot september, de volwassen dieren van de nieuwe generatie verschijnen vanaf eind juli tot oktober.